# روبجينترفيرون ألفا-2ب
روبيجينترفيرون ألفا-2ب (Ropeginterferon alfa-2b )، الذي يباع تحت الإسم التجاري بيسيريمي (Besremi)، هو دواء يوصف لعلاج كثرة الحمر الحقيقية.   فيستخدم لدى الأشخاص الذين لديهم طحال طبيعي.  و يعطى عن طريق الحقن تحت الجلد. 
تشمل الآثار الجانبية الشائعة لهذا العقار على: انخفاض عدد خلايا الدم البيضاء، وانخفاض الصفائح الدموية، و آلام العضلات و المفاصل، و التعب، و أعراض تشبه أعراض الأنفلونزا، و التهاب الكبد.  كما قد تشمل الآثار الجانبية الأخرى على ردود الفعلالتحسسية، و الالتهابات، و التهاب البنكرياس، و مشاكل في العين، و مشاكل في الكلى. إضافة إلى ذلك، لا ينبغي استخدامه للأشخاص الذين يعانون من مشاكل في الكبد أو الاكتئاب الشديد.  أما تناوله أثناء الحمل فقد يؤدي إلى الإضرار بالجنين.  إنه نوع من الإنترفيرون. 
تمت الموافقة على استخدام روبيجينترفيرون ألفا-2ب طبيا في أوروبا في عام 2019 و في الولايات المتحدة في عام 2021.   و في المملكة المتحدة، يكلف 250 ميكروجرامًا من روبيجينترفيرون ألفا-2 هيئة الخدمات الصحية الوطنية حوالي 1800 جنيه إسترليني اعتبارًا من عام 2021.  و تبلغ تكلفة هذا المقدار في الولايات المتحدة حوالي 3600 دولار أمريكي اعتبارًا من عام 2022. 